# تومي سبنسر
تومي سبنسر (بالإنجليزية: Tommy Spencer)‏ (28 نوفمبر 1945 بغلاسكو في المملكة المتحدة - ) هو لاعب كرة قدم بريطاني في مركز قلب الدفاع. لعب مع نادي روذرهام يونايتد ونادي ساوثهامبتون ونادي سلتيك ونادي يورك سيتي ولينكولن سيتي أف سي ونادي ووركينغتون وNeilston F.C. ‏.